# おとぎ銃士 赤ずきん
『おとぎ銃士 赤ずきん』（おとぎじゅうし あかずきん、英名：Fairy Musketeers）は、2005年2月にコナミから発売された日本のOVA作品と、2006年7月から放送された同名のテレビアニメシリーズを主体とするメディアミックス作品である。テレビアニメシリーズはテレビ東京系列を中心に放送された。全39話。
この作品に登場するキャラクターは、グリム童話をはじめとする数々の童話の登場人物たちをモチーフにしている。とはいえ、どのキャラクターも大幅なアレンジがなされているため、一目でそれとわかるようなキャラクターは少ない。

## ストーリー
中学生の鈴風草太は、幼い頃に母から聞いたあるおとぎ話の手掛かりを探し求めていた。
ある日、草太はその話を語る謎の声を耳にし、声に誘われるがままに秋葉原の裏通りへと行き着く。そこで草太のことを「エルデの鍵」と呼ぶ一人の男と出会うが、その男は突然異形の魔物・ナイトメアリアンに変身し草太に襲い掛かって来た。その瞬間、上空から赤いヘルメットを被った謎の少女が現れ、ナイトメアリアンを撃退する。
その少女は、「エルデの世界」の侵略を目論む魔女・サンドリヨンの魔手から草太を護るため異世界「ファンダヴェーレ」からやってきた、四ツ葉騎士団三銃士の一人・赤ずきんだった。

## 用語
エルデ
草太たちの暮らす現代世界のことを指す、ファンダヴェーレ世界側における呼称。おとぎ話において分けられたとされる一方の、科学が発達した世界。ドイツ語の地球を意味する。
ファンダヴェーレ
赤ずきんたちが元々暮らしていたおとぎ世界。おとぎ話において分けられたとされるもう一方の、魔法が発達した世界。
ふたつの世界の物語（ふたつのせかいのものがたり）
この作品の要となるキーワード。ふたつの世界とは、エルデとファンダヴェーレのことを指す。ファンダヴェーレの各地方に異なる伝説が語り継がれており、それらは実際にあったこととされる。エルデにおいてこの物語を知る者は数少なく、作中では元々エルデの人間ではなくファンダヴェーレの人間である草太の母・小夜と、その話を聞いた草太たち一部の者のみである。アニメ第39話において、草太がこの物語を原稿に書き記しているのが見られた。
四ツ葉騎士団（よつばきしだん）
フェレナンド王直属の親衛隊。戦いが始まる前はファンダヴェーレ各地で活動していたが、サンドリヨン軍との戦いに備え本部であるフェレナンド城に集結し戦いに備えていた。開戦後サンドリヨン軍の圧倒的な軍勢の前に劣勢に立たされるも抵抗し続けた。しかし、騎士団長の裏切りにより結界が解除され、サンドリヨンらにより壊滅した。規則はさほど厳しくはなく、赤ずきん曰く「家族のよう」だとのことである。三銃士はその中でも最強と言われている。
三銃士（さんじゅうし）
四ツ葉騎士団のチームの一つ。赤ずきん・白雪姫・いばら姫らが所属する。四ツ葉騎士団最強と謳われ、フェレナンド王と同じエレメンタルクローバーの一葉を使用することが許されている。
エレメンタルクローバー

スウィートフォン
四ツ葉騎士団の使う魔道具。呪文が凝縮されたカード「エレメンタルカード」をセットすることにより、魔法や武具が発動される。エルデの携帯電話にヒントを得て、アニメ第10話から白雪姫の魔法により通信機能が追加された。
封印の鍵（ふういんのかぎ）
エルデとファンダヴェーレの二つの世界を繋ぐための鍵。草太が「エルデの鍵」、フェレナンドが「ファンダヴェーレの鍵」をそれぞれ秘めている。二つの鍵が揃う時、二つの世界は繋がってしまう。
この物語の原点ともなる重要なキーワードである。
ナイトメアリアン
サンドリヨン配下の戦闘兵のキメラ。普段は人間と変わらない外見をしているが、首輪を外すと異形の魔物に変化する。ファンダヴェーレに住む魔族から造られるが、これに適合できずにその後何らかの支障を来たす種族も多い。魔物の姿になっている時は一見理性が無く、言葉も話さないように見えるが、蝙蝠のナイトメアリアンが言葉を発していた事から、特に喋れないわけでは無いようである。四ツ葉騎士団三銃士たちによって一体滅ぼされる毎に、ヘンゼルらのいる部屋の鏡が一枚割れる。
狼族（ライカン）
人狼からなる第三勢力。サンドリヨンらとは一応協力関係にあるものの、互いに信用はしていない。第27話にてサンドリヨンに対抗し、ほぼ壊滅してしまうが、狼族全てが滅んだわけではない。第35話ではジェドまでもが草太によって滅ぼされるが、ジェドの死後がどうなったかについては作中では明かされていない。よって再登場した他のファンダヴェーレの住人たちとは違い、最終決戦時におけるその後の描写は一切無い。
じゅ〜しぃ〜 / じゅ〜すぃ〜 / じゅ〜すぅぃ〜
赤ずきんたち四ツ葉騎士団三銃士の合言葉。「juicy（ジューシー）」と「銃士」とを掛けている。アニメ第2話でりんごが「ジューシー」と言ったところ、赤ずきんに発音を注意されるシーンが存在する。赤ずきんが好んで使用する他、三銃士が揃ってからは3人の名乗りとして、「いち、にっ、さん!」の後に続けて使用される。なお、四ツ葉騎士団三銃士のモチーフとなった『ダルタニャン物語』の三銃士たちも合言葉を持っている。
ずっきゅ〜ん!
上記の「じゅ〜しぃ〜」と同様、赤ずきんがよく口にする言葉。赤ずきんの「ずきん」から来ていると思われていたが、赤ずきんが幼少の頃、幼馴染のカインが使っていた言葉を現在もなお真似しているだけだった。次回予告で特によく登場する。
魔法学校（まほうがっこう）
赤ずきんたちが通っていた学校。四ツ葉騎士団三銃士は各々で別の魔法学校に通っていた。なお、赤ずきんが通っていた学校の校長役の声優は斉藤貴美子。

## 魔法

### スウィートフォン
主に赤ずきん・白雪姫・いばら姫らが使う魔法。赤ずきんは武器を呼び出す魔法、白雪姫は水・氷・補助・回復魔法、いばら姫は植物魔法が得意。因みに、本来フェレナンドが使う風属性の魔法は、白雪姫に託されている。
なお、魔法を使う時には魔法名を叫ぶのが通例だが、必ずしも魔法名を言う必要は無いとのことである（アニメ第31話より）。

#### 赤ずきんが使う魔法
シャイニングエッジ
アニメ第1話初登場。小さな光の刃でダメージを与える。カードは赤色をしており、バナナのような絵が表記されている。
グリムテイラー
アニメ第1話初登場。カードをセットすることで鋏状の武器を出す。殆どの場合、二本一対の片手剣に分けて使用される。
コメットレイドル
アニメ第3話初登場。お玉型のアイテム・コメットレイドルとフライパン型のアイテム・アグニパンを出して火を集め、炎の球として投げる。アニメ第13話では、村人から松明の火を貰い発動。炎がサラマンドラとなり、タツノオトシゴ型のゴーレムを倒した。この技はフレイムドラグーンという技である。
プリンセスモード
究極魔法のエレメンタルカードにより赤ずきんがパワーアップした姿。華麗な装飾が施され、新たに装備される剣は一閃でトゥルーデの三騎士を薙ぎ払う程の威力を持つ。その強大な力を使いこなすには、4つのエレメントの力と皆の思いを一つに合わせることが大切な条件。変身する時のセリフは「4つのエレメントの力で、私もちょっとだけお姫様!」。

#### 白雪姫が使う魔法
フローズンバスケット
アニメ第11話初登場。敵を凍らせる魔法。
アクアフィル
アニメ第4話初登場。水の膜による防御魔法。
アイスキューブ
アニメ第8話初登場。敵の頭上から氷のブロックを落とす。
エターナルグローリアス
OVAで初登場。漫画版では第3話初登場。手持ちのリング・キルクイトゥスから光を発し、それを赤ずきんの武器・グリムテイラーを強化する。なお、初登場時は二対を合わせたまま、両手剣として使用に宿らせていた。
エターナルスモッグ
アニメ第3話初登場。目の前に光リングを発生させ、魔法名と共に指をさすことで、リングからガスのようなものを発生させ敵を止める。ただし、これを使用したのは草太の夢の中だけで、しかも相手は蚊のナイトメアリアンだった。
エターナルタイフーン
アニメ第12話初登場。その名の通り、対象の上に展開させ、そこから強力な竜巻を発生させて対象を吹き飛ばす。
ステアウェイトトゥヘヴン
アニメ第2話初登場。大量の水を操り一つの水流にして噴射した後、それを手持ちのリング・キルクイトゥスにくぐらせることで氷柱に変化させて空中高くへ突き出させる魔法。
スノーフェル
アニメ第8話初登場。雪を降らせて、瞬く間に地面を雪で埋め尽くす魔法。赤ずきん一行はこれを利用して着地をするも、詠唱者の白雪以外はその雪の中に埋もれてしまった。
メディシーナ
アニメ第13話初登場。少し強めの回復魔法。赤ずきんが蛾のナイトメアリアンの鱗粉の毒に侵され村の踊りをしたため、その赤ずきんを大人しくするために使われた。サンドリヨンの攻撃で傷を負ったヘンゼルは、少し強めの回復魔法の効果はあるが、回復の限界があった。風の魔法。
空間転送魔法（くうかんてんそうまほう） / フォルトゥーナ
緊急避難として使われたが、元々敵を遠くへ飛ばすための魔法であるため、どこに移動するかは決められず、偶然にもいばら姫の故郷に到着した。目的地を自在に指定するには賢者サルタン並みの魔力が必要。
スプラッシュアロー
氷柱の矢を一斉に飛ばして対象を攻撃する。
ブリザード
手持ちのリング ・キルクイトゥスから猛烈な吹雪を発し、敵を凍らせて消滅させる。

#### いばら姫が使う魔法
ベルフラワー
アニメ第9話初登場。手から巨大な蔦を伸ばして、ピンク色の巨大な花を咲かせる。初登場時では、口を使って攻撃するナイトメアリアンの攻撃を防ぐため、赤ずきんが花だけを切り取って相手の口に投げつけ、更に白雪姫とのコンビネーションでその花を注げ口に大量の水を注ぎ込み、口からジェット噴射をさせて空の彼方へと飛ばした。
ガーデンオブエデン
アニメ第7話初登場。スウィートフォンにカードをセットすることで、地面から大量の巨大ないばらを召喚する。
リーフオブミラージュ
アニメ第10話初登場。大量の木の葉を舞わせ、それを相手の全身に張り付かせるようにして包み込んで動きを封じた後、相手を消滅させる。
ハーミッドソーン
無数の棘（ソーン）を飛ばして攻撃する。アニメ第14話では、飛ばしたソーンをエターナルタイフーンで推進力+コメットレイドルの炎で攻撃力を上げ、ヘンゼルの防御を吹き飛ばすコンビネーションを見せた。
ソーンニットボール
いばらを編み込んだ毛糸玉でランダージョを引き付けた所で、玉を巨大化させて追い払った。

#### 三銃士の力を合わせて使う魔法
トライアングル・イグニッション
三銃士の力を一つに合わせて敵に放出する合体攻撃魔法。ヘンゼルには効いたが、トゥルーデには効かなかった。

### ミッシンググレイヴ
グレーテルが使う重力魔法で、剣を真っすぐに地面に突き刺さないと発動できない。刀身は途轍もなく重いため、ヘンゼルから与えられた「オーガミトン」という特殊な手袋を付けて用いる。
ちなみに、赤ずきんがオーガミトンをかりて、ミッシンググレイヴを使った所、すぐに、使いこなした。
グレーテル曰く、「私でも、ここまで早く使いこなせなかった。さすが、三銃士」
ハウスオブグラビティ
アニメ第4話初登場。周囲に強力な光を発し、その衝撃で相手を攻撃する重力魔法。喰らった者は、魔法の効果によって強制的に浮かび上がらせられてしまう。しかし、赤ずきんとヴァルは一度は喰らうも、普通に動けた。本人曰く、「昼寝していただけで術に喰らっていない」。アニメ第33話では、亜空間を用い、トゥルーデの攻撃から赤ずきんを守るために使われた。
ミッシンググラビティ
アニメ第5話初登場。ミッシンググレイヴを地面に突き刺すことで、自身を中心に円状に紫色のフィールドが展開され、その中にいる者を重力のような力で押さえ付ける。
ミッシングブレイド
アニメ第7話初登場。ミッシンググレイヴを振るい、黒い波動を弾丸のように放つ。
ドールオブグラビティ
アニメ第13話初登場。ミッシンググレイヴを地面に突き刺し、紫色の重力波のようなものを発生させることで、対象を自身のゴーレムとして作り上げる。作中では、自身で破壊したサラマンドラの像に対して使用して、タツノオトシゴ型のゴーレムを操った。
ギガンティックグレイヴ
アニメ第28話初登場。グレーテルの持つミッシンググレイヴが大地の力を吸収してより強大になった大剣。 強大なパワーを持つが手への負担も強く、使用したグレーテルは赤ずきんのグリムテイラーを損壊させるも手を負傷してしまう。
アニメ第29話ではステアウェイトゥヘヴンで作られた氷の橋を砕き、赤ずきん達をヘンゼルから逃がした。
トゥウィンクルソード
アニメ第33話登場。グレーテルの持つミッシンググレイヴと赤ずきんのプリンセスソードを組み合わせた合体技。最強無敵のかけ声通り、トゥルーデに大ダメージを与えて敗走させた。

### 音楽（音声）魔法
フェレナンド王側ではハーメルンが、サンドリヨン側ではブレーメン遊撃隊のランダージョ・アレクトール・カーネ・エセルらが使う魔法。なお、ハーメルンが使用する角笛は他の者には扱えないが、ハーメルン自身は草笛でも音楽魔法が使える。
魔笛エンバーテリオン
アニメ第8話初登場。これを吹き鳴らす事で敵を一瞬にして消し去る。吹いたものの生命力を吸い、それを源として魔力を発生させる為、吹き過ぎると命に関わる。ちなみに、魔力を持つのはあくまでハーメルン自身の為、ランダージョが吹いた時は何の効果もなかった。
ブレーメンラプソティ
アニメ第8話初登場。ブレーメン遊撃隊が使用する音楽（音声）魔法。雄叫びのような音波が相手の頭脳を攻撃する。叫び声が強いほど効果は高い。ランダージョが尻尾を踏まれた時の叫びは、白雪姫のアクアフィルをも破壊した。

### 暗黒魔法
サンドリヨン・ヘンゼル・トゥルーデらが使う魔法で、人間の魂と引き換えにその人間に絶大な魔力を与える。雷の魔法はここに位置付けられている。その力は、時として神にも仇なすと言われる。
ダークサンデ
アニメ第14話初登場。ヘンゼルが使う黒い雷の魔法。
ダークブラッデ
アニメ第14話初登場。ヘンゼルが使う魔法。暗黒の雨を降らし、対象の生命力を奪う。
デスブロウサンデ
アニメ第29話初登場。サンデ系の最強魔法で、桁違いのエネルギーを溜めた闇の稲妻を落とす。
フィガリル
トゥルーデの目から出る光線を直視した者の信じる心を吸い取り、心の迷宮に閉じ込めて人形に変えてしまう。 迷宮から脱出する鍵は、諦めの気持ちを持たず心の底から自分の選択を信じること。
フィグマイル
トゥルーデの目から発する光線を浴びたものを石に変えてしまう。アニメ33話では、グレーテルの魔法を用いてこれを防いだ。

## OVA
アニメ付きフィギュア「フィギュアニメ」として2005年2月20日に発売された（フィギュア付きアニメではない）。当初は「ワンダーフェスティバル2005冬」の会場のみでの限定販売だったが、後にコナミスタイルでの通信販売が行われた。2007年1月にはAT-Xで放映された。

### スタッフ
- 原案・プロデューサー - 熊坂省吾（コナミデジタルエンタテインメント）
- キャラクター原案 - とくさ一味
- フィギュア制作 - 佐々木渉（ブルーオイスタースタジオ）
- 監督 - 荒木哲郎
- 脚本 - 米村正二
- キャラクターデザイン - 田崎聡
- 美術監督 - 西倉力
- 色彩設計 - 茂木孝浩
- 撮影監督 - 高橋宏司
- 編集 - 寺内聡
- 音響監督 - たなかかずや
- 音楽 - 増田俊郎
- 制作プロデューサー - 松尾亮一郎
- アニメーション制作 - マッドハウス
- 製作 - コナミデジタルエンタテインメント

### 主題歌
オープニングテーマ「Ever-Never-Land」
歌 - 田村ゆかり / 作詞 - コトワカナデ / 作曲・編曲 - 太田雅友
エンディングテーマ「Clover」
歌・作詞・作曲・編曲 - marhy

## テレビアニメ
2006年7月1日から2007年3月31日までテレビ東京系ほか各局で放送（詳細は「放送局情報」の項を参照）。キャッチコピーは「ボクらの冒険が、始まる」。全39話（3クール）。字幕放送は地上波（テレビ東京系同時ネット局）のみ実施。BSジャパンでは途中で字幕放送は中止となった。また本編には、コナミ製のゲームに登場するキャラクターが登場している。
DVDでは一部修正がなされ、特に映像面と音楽面においてテレビ放送版に比べ迫力があるものとなっている。
前番組である『超星艦隊セイザーX』を以て特撮枠が終了したためテレビ東京土曜朝9時前半におけるアニメ番組枠が3年ぶりに復活した。

### スタッフ
- 原案 - 熊坂省吾（コナミデジタルエンタテインメント）
- 監督 - 石山タカ明
- シリーズ構成 - 柿原優子、竹内利光、広田光毅
- キャラクター原案 - つくしあきひと
- キャラクターデザイン - 田崎聡、こはらまこと
- モンスターデザイン - 長野伸明
- モンスターデザイン協力 - 竹内利光
- 総作画監督 - 水野知己
- 美術監督 - 鈴木朗
- 色彩設計 - 佐藤和子
- 撮影監督 - 佐藤陽一郎
- 編集 - 岡祐司
- 音楽 - 増田俊郎
- 音響監督 - たなかかずや
- ゼネラルプロデューサー - 丸田順悟
- プロデューサー - 山川典夫、下川猛、橋本祐一
- アニメーションプロデューサー - 和泉将一→岩瀬安輝、川人憲治郎
- アニメーション制作・企画協力 - マッドハウス
- アニメーション制作協力 - グループ・タック
- 製作 - テレビ東京、読売広告社、コナミデジタルエンタテインメント

### 主題歌
オープニングテーマ
「童話迷宮」（第1話 - 第24話）
歌 - 田村ゆかり / 作詞 - 畑亜貴 / 作曲・編曲 - 太田雅友
- 第38話では挿入歌としても用いられた。

「Princess Rose」（第25話 - 第39話）
歌 - 田村ゆかり / 作詞 - 三井ゆきこ / 作曲・編曲 - 橋本由香利
エンディングテーマ
「Clover」（第1話 - 第14話・第39話）
歌・作詞・作曲・編曲 - marhy
「笑顔の宝物」（第15話 - 第29話）
歌 - 四つ葉騎士団三銃士（田村ゆかり・立野香菜子・沢城みゆき） / 作詞 - 石山タカ明 / 作曲・編曲 - 橋本由香利
「CROSS ROAD」（第30話 - 第38話）
歌・作詞・作曲・編曲 - marhy

### 挿入歌
いずれも第18話で使用された。
「Happy Loop!」
歌 - 田村ゆかり / 作詞 - 三井ゆきこ / 作曲・編曲 - 太田雅友
「ジャスミンの涙」
歌 - 立野香菜子 / 作詞・作曲 - 渡邊美佳 / 編曲 - 久保幹一郎、渡邊美佳
「夢咲きGarden」
歌 - 沢城みゆき / 作詞 - うらん / 作曲・編曲 - 大久保薫

### 各話リスト
| 話数 | サブタイトル               | 脚本     | 絵コンテ       | 演出             | 作画監督                             | 放送日        |
| ---- | -------------------------- | -------- | -------------- | ---------------- | ------------------------------------ | ------------- |
| 1    | 赤ずきんがやってきた       | 広田光毅 | 石山タカ明     | 吉本毅           | 藤原未来夫                           | 2006年 7月1日 |
| 2    | 魔法少女白雪姫             | 竹内利光 | 石山タカ明     | タムラコータロー | 服部憲知                             | 7月8日        |
| 3    | 気になる転校生             | 広田光毅 | 石平信司       | 佐藤昌文         | 飯飼一幸                             | 7月15日       |
| 4    | グレーテルの罠             | 竹内利光 | 平田豊         | 洪憲杓           | Choi young hee                       | 7月22日       |
| 5    | いばら姫の目覚め           | 柿原優子 | 石山タカ明     | 安形裕篤         | 阿部弘樹                             | 7月29日       |
| 6    | ごめんね、りんご           | 柿原優子 | 又野弘道       | 又野弘道         | 三井寿                               | 8月5日        |
| 7    | ぼくらの旅立ち             | 広田光毅 | 石山タカ明     | 吉本毅           | 藤原未来夫                           | 8月12日       |
| 8    | 心に笛を持つ男             | 竹内利光 | 石山タカ明     | 飯村正之         | 服部憲知                             | 8月19日       |
| 9    | 魔法嫌いのハンス           | 広田光毅 | 大西景介       | 大西景介         | 飯飼一幸                             | 8月26日       |
| 10   | 千年の友達                 | 広田光毅 | 平田豊         | 洪憲杓           | Choi young hee Jung gee hee 水野知己 | 9月2日        |
| 11   | 草太と恋する魔法使い       | 柿原優子 | 水本葉月       | 秋山朋子         | 阿部弘樹                             | 9月9日        |
| 12   | 地下室のひみつ             | 広田光毅 | 又野弘道       | 吉田泰三         | 三井寿                               | 9月16日       |
| 13   | サラマンドラの村           | 竹内利光 | 吉本毅         | 吉本毅           | 藤原未来夫                           | 9月23日       |
| 14   | おかしな森の記憶           | 柿原優子 | 平田豊         | 飯村正之         | 服部憲知                             | 9月30日       |
| 15   | トゥルーデの迷宮           | 竹内利光 | 石平信司       | 大西景介         | 飯飼一幸                             | 10月7日       |
| 16   | いばら姫とクローバー       | 広田光毅 | 洪憲杓         | 洪憲杓           | Choi young hee Jung gee hee          | 10月14日      |
| 17   | 灰の降る町                 | 柿原優子 | 石山タカ明     | 長岡義孝         | 阿部弘樹                             | 10月21日      |
| 18   | うたう三銃士               | 竹内利光 | 石山タカ明     | 吉本毅           | 藤原未来夫                           | 10月28日      |
| 19   | ムーンライトじゅ〜すぅぃ〜 | 広田光毅 | 吉田泰三       | 吉田泰三         | 三井寿                               | 11月4日       |
| 20   | プリンセス赤ずきん         | 竹内利光 | 山田勝         | ヤマトナオミチ   | 服部憲知                             | 11月11日      |
| 21   | フェレナンドの贈り物       | 広田光毅 | 大西景介       | 大西景介         | 飯飼一幸                             | 11月18日      |
| 22   | 花嫁はラプンツェル         | 柿原優子 | 今掛勇         | 中村近世         | 武内啓                               | 11月25日      |
| 23   | ガラスのくつ               | 柿原優子 | 石山タカ明     | 洪憲杓 秋山朋子  | Choi young hee Jung gee hee          | 12月2日       |
| 24   | 草太のおかあさん           | 広田光毅 | ヤマトナオミチ | ヤマトナオミチ   | 阿部弘樹                             | 12月9日       |
| 25   | ちいさなお姫さま           | 竹内利光 | 吉本毅         | 吉本毅           | 藤原未来夫                           | 12月16日      |
| 26   | 赤ずきん VS 白雪姫         | 竹内利光 | 吉田泰三       | 吉田泰三         | 三井寿 たけだかずひさ                | 12月23日      |
| 27   | 魔女の城                   | 竹内利光 | 石山タカ明     | 長岡義孝         | 服部憲知                             | 2007年 1月6日 |
| 28   | ドワーフの植木鉢           | 柿原優子 | 大西景介       | 大西景介         | 飯飼一幸                             | 1月13日       |
| 29   | ひとりぼっちのグレーテル   | 柿原優子 | 洪憲杓         | 秋山朋子         | Choi young hee Jung ji hee           | 1月20日       |
| 30   | ヴィーゼ村の想い出         | 広田光毅 | 石山タカ明     | 北川正人         | 武内啓                               | 1月27日       |
| 31   | ふたりの絆                 | 広田光毅 | 石山タカ明     | ヤマトナオミチ   | 阿部弘樹 村田良一 澤田美香           | 2月3日        |
| 32   | ブレーメンよ永遠に         | 竹内利光 | 吉本毅         | 吉本毅           | 藤原未来夫                           | 2月10日       |
| 33   | 仲間のしるし               | 柿原優子 | 吉田泰三       | 吉田泰三         | 三井寿 たけだかずひさ                | 2月17日       |
| 34   | ヘンゼルとグレーテル       | 柿原優子 | 布施木一喜     | 長岡義孝         | 服部憲知                             | 2月24日       |
| 35   | 封印の地へ                 | 広田光毅 | 大西景介       | 大西景介         | 飯飼一幸                             | 3月3日        |
| 36   | 鍵のちから                 | 竹内利光 | 石山タカ明     | 北川正人         | 武内啓                               | 3月10日       |
| 37   | ふたつの世界の物語         | 柿原優子 | 洪憲杓         | 秋山朋子         | Choi young hee Jung ji hee           | 3月17日       |
| 38   | 未来への扉                 | 広田光毅 | 石山タカ明     | ヤマトナオミチ   | 阿部弘樹 服部憲知                    | 3月24日       |
| 39   | さよなら赤ずきん           | 竹内利光 | 吉本毅         | 吉本毅           | 水野知己 藤原未来夫                  | 3月31日       |

### OVA版との相違点
- 赤ずきんが草太のことを「草太君」と君付けせず「草太」と呼び捨てしている。ただし、番宣の時点では君付けで呼んでいた。
- 魔法の行使がスウィートフォンとカードによって行われる。
- エルデとファンダヴェーレの入り口が草太の家の庭にある井戸からでなくなっている。
- ヴァル以外の狼族が完全にサンドリヨンの部下になっていたのが、同盟のような関係になっている。
- 草太が赤ずきんを見て赤くなったり、りんごからビンタを受けることがなくなっている。
- 赤ずきんが箸を握り箸で使っていたのが、正しい箸の持ち方になっている。
- 赤ずきんの手袋など、登場人物の衣装が若干異なる。

### アイキャッチの変遷
アイキャッチは幾度か変更されている。何れも背景は万華鏡を回転させているような映像が用いられている。本編（Bパート）入りの時はキュピの映像が使用されている。
- 第1話 - 第14話：ピンクを基調とした背景。Aパート〜CM入りの時は赤ずきんのイラストを使用。
- 第15話 - 第26話：黄緑を基調とした背景。Aパート〜CM入りの時は赤ずきんとヴァルのイラストを使用。
- 第27話 - 第39話：水色を基調とした背景。Aパート〜CM入りの時は三銃士のイラストを使用。

### 放送局
| 放送期間                      | 放送時間                              | 放送局          | 対象地域       | 備考                                                                                                  |
| ----------------------------- | ------------------------------------- | --------------- | -------------- | --- |
| 2006年7月1日 - 2007年3月31日  | 土曜 9:00 - 9:30                      | テレビ東京      | 関東広域圏     | 製作局                                                                                                |
|                               |                                       | テレビ北海道    | 北海道         | |
|                               |                                       | テレビ愛知      | 愛知県         | |
|                               |                                       | テレビ大阪      | 大阪府         | |
| 2006年7月5日 - 2007年4月4日   | 水曜 7:30 - 8:00                      | テレビせとうち  | 岡山県・香川県 | （同時ネットの時間帯に『TSC ザ・ニュースファイル』 『せとうち経済ウイークリー』放送のため遅れネット） |
| 2006年7月8日 - 2007年4月7日   | 土曜 6:30 - 7:00                      | TVQ九州放送     | 福岡県         | （同時ネットの時間帯に『九州経済NOW』放送のため遅れネット）                                           |
| 2006年7月24日 - 2007年5月7日  | 月曜 16:21 - 16:50                    | 南海放送        | 愛媛県         | |
| 2006年9月18日 - 2007年4月5日  | 月曜 16:24 - 16:54 木曜 15:54 - 16:24 | 東日本放送      | 宮城県         | （2007年1月22日より週2話の放送）                                                                      |
| 2006年7月7日 - 2007年4月6日   | 金曜 18:30 - 19:00                    | BSジャパン      | 日本全域       | BSデジタル放送 現・BSテレビ東京                                                                       |
| 2006年9月24日 - 2007年6月17日 | 日曜 11:00 - 11:30                    | アニメシアターX | 全国放送       | CS放送 / リピート放送あり                                                                             |

## 関連書籍・雑誌連載・グッズ展開

### 小説
コナミノベルスより2巻まで刊行されている。いずれも原案 - 熊坂省吾、著 - 霧海正悟。
『おとぎ銃士 赤ずきん』（コナミデジタルエンタテインメント）
2005年9月発行 - ISBN 4-86155-055-6
内容はOVA準拠。イラスト：GASHIN。コナミノベルスの第1号作品。
『おとぎ銃士 赤ずきん 〜魔女の忘れもの〜』（コナミデジタルエンタテインメント）
2006年12月26日発行 - ISBN 4-86155-145-5
イラスト：吉成篤。

### 漫画

#### 連載作品
『月刊コミックブレイド』（マッグガーデン）にて2006年7月号から2008年2月号まで連載。全16話。単行本はブレイドコミックス刊。原案 - 熊坂省吾、作画 - 緋色雪、構成協力 - タチバナナオキ。
1. 2006年12月9日発行 - ISBN 4-86127-332-3
2. 2007年8月9日発行 - ISBN 978-4-86127-407-7
3. 2008年2月9日発行 - ISBN 978-4-86127-470-1

上記の他、『たのしい幼稚園』（講談社）でも連載。こちらでは、アニメ本編を追う形で、ストーリーを幼少児向けに再構成して連載されている。

#### アンソロジー作品
おとぎ銃士 赤ずきん アンソロジー（マッグガーデン）
1巻 2006年12月9日発行 - ISBN 4-86127-336-6
BCアンソロジーコレクション。表紙イラストは緋色雪。イラスト担当は緋賀ゆかり、大内たか道。漫画執筆陣は花邑餅、櫁屋涼、榮太正蔵、五條さやか、 サラマンダ、蘇我紫菜、あみみ、神崎かるな、ZIN、ひいらぎ優、藤原里、YUI、餅雪ゆあ、ゼファー、想瀬こえ、夜街ライト。
2巻 2007年8月9日発行 - ISBN 978-4-86127-413-8

### ムック
おとぎ銃士 赤ずきん 公式ビジュアルブック（コナミデジタルエンタテインメント）
2006年9月29日発行 - ISBN 4-86155-141-2
ムック形式。アニメ第1話から第10話のダイジェストとアニメ第11話以降の大まかなあらすじ、OVA含む各種設定、出演声優及び主要スタッフによるコメント、霧海正悟による小説などが掲載された。また、POP、つくしあきひと、吉成篤、緋色雪によるイラストも掲載。

### CD
おとぎ銃士 赤ずきん ドラマ & サウンドトラック（コナミデジタルエンタテインメント）
1. 第1章 - 2006年9月6日発売
2. 第2章 - 2007年1月11日発売
3. 第3章 - 2007年4月11日発売

サウンドトラックの他に何本かオーディオドラマを収録。
おとぎ銃士 赤ずきん キャラクターミニアルバム（コナミデジタルエンタテインメント）
1. 第1巻 〜赤ずきん・白雪姫・いばら姫〜 - 2006年10月4日発売
2. 第2巻 〜三銃士 & りんご〜 - 2006年12月6日発売
3. 第3巻 〜三銃士 & グレーテル〜 - 2007年3月7日発売

アニメエンディングテーマの2代目となる『笑顔の宝物』及びアニメ第18話で用いられた挿入歌は、シングルカットされずこのアルバムの第1巻に収録されている。
また、サウンドトラック第2章に収録されている「三銃士、登場!」は人気クイズ番組「パネルクイズ アタック25」（朝日放送）の第1問目のVTRの冒頭部分に用いられていた（ただし、数秒以内に納まるように編集されている）。「アタック25」で用いられるBGMは大抵半年周期で変更されるが、この曲は2007年4月1日の使用開始から翌年の3月30日放送分まで1年間使用された。ちなみに同番組の初代スポンサーである東リが5年ぶりにスポンサーを務めていた時期と完全に重複する。

### DVD
発売：コナミデジタルエンタテインメント、販売：ジェネオンエンタテインメント。全13巻、各巻3話収録。各巻には毎回映像特典として田村ゆかりと出演声優の対談映像「赤ずきん13番勝負」と、監督・脚本家・出演声優によるオーディオコメンタリーを収録。また初回特典としてブックレットとPOPによるイラストカードを封入。CMでのナレーションは矢作紗友里（キュピとして）。
1. GNBA-7321 - 2006年11月29日発売
2. GNBA-7322 - 2006年12月22日発売
3. GNBA-7323 - 2007年1月31日発売
4. GNBA-7324 - 2007年2月28日発売
5. GNBA-7325 - 2007年3月28日発売
6. GNBA-7326 - 2007年4月25日発売
7. GNBA-7327 - 2007年5月30日発売
8. GNBA-7328 - 2007年6月27日発売
9. GNBA-7329 - 2007年7月25日発売
10. GNBA-7330 - 2007年8月29日発売
11. GNBA-7331 - 2007年9月27日発売
12. GNBA-7332 - 2007年10月31日発売
13. GNBA-7333 - 2007年11月28日発売

### フィギュア
フィギュメイト おとぎ銃士 赤ずきん Vol.1（コナミデジタルエンタテインメント）
2006年11月2日発売。赤ずきん、白雪姫、いばら姫、木ノ下りんご（キュピも付属）、ヘンゼルの5種。
フィギュメイト おとぎ銃士 赤ずきん Vol.2（コナミデジタルエンタテインメント）
2007年2月22日発売。赤ずきん（プリンセスモード）、白雪姫（教師）、ヴァル、グレーテル、サンドリヨンの5種。
ヴァルには騎乗用の赤ずきん下半身パーツが付属している。
コナミフィギュアコレクション おとぎ銃士 赤ずきん Vol.1（コナミデジタルエンタテインメント）
2006年12月14日発売。赤ずきん、白雪姫、いばら姫、木ノ下りんご、ヘンゼルの5種。
コナミフィギュアコレクション おとぎ銃士 赤ずきん Vol.2（コナミデジタルエンタテインメント）
2007年3月15日発売。赤ずきん、白雪姫、いばら姫、グレーテル、草太＆りんごの5種。
Vol.1と異なり地面・魔法エフェクトをイメージした台座付きのヴィネット風になっている。
グレーテルの台座に付属するミッシンググレイヴはフィギュメイトに持たせる事もできる。
ボイススタチュー おとぎ銃士 赤ずきん（コナミデジタルエンタテインメント）
赤ずきんは2006年12月14日、白雪姫は2007年1月25日、いばら姫は2007年2月22日に発売。
各キャラクターの音声を聴くことができる。

### ゲーム
2006年12月7日にニンテンドーDS用ソフトが発売された。
ゲームのジャンルはアクションパズル。『チクタクバンバン』のように、道の付いたパーツを15パズルのように移動し、道沿いに移動する赤ずきんをゴールの扉に誘導するゲームである。上画面がエルデ、下画面がファンダヴェーレで、下画面にタッチすると上下画面のパーツが入れ替わり、エルデにある店に赤ずきんを誘導すると衣装やアクセサリーが手に入る。
主に女児向けのゲームである関係上、ゲームの難易度は低めに設定されている。『チクタクバンバン』と異なり、赤ずきんが壁や何もない場所に突き当たっても折り返すのみでミスにはならない。
手に入る衣装やアクセサリーは合計800点以上で、着せ替えモードでは白雪姫がファッションセンスの採点を行う。
また、スウィートフォンなどの玩具に同梱されているカードに記載されているパスワードを入力すると、アニメに登場したキャラクターたちの衣装などのレアアイテムが入手可能。これは2010年7月現在、公式サイトにて公開されている。

### ロッテリア・キッズセット
2006年9月15日から数量限定で、ロッテリアキッズセットにこの番組のグッズが付属していた。メルヘン歯ブラシセット・メルヘンプチバックの2種、それぞれ色違い2種の全4種類。